# Guerreros (film)
Guerreros è un film spagnolo del 2002, diretto da Daniel Calparsoro, ambientato nel Kosovo sotto l'amministrazione ONU.

## Trama
Alcuni genieri spagnoli facenti parte delle forze di coalizione KFOR in Kosovo, ricevono l'ordine di ripristinare un generatore elettrico presso un villaggio al confine con la Serbia. Agli ordini dell'ambizioso tenente Alonso c'è un plotone di giovani militari professionisti. Quella che sembrava  una normale operazione di routine, all'improvviso si trasforma in una lotta per la sopravvivenza. Dopo un primo scontro presso un posto di blocco dell'UCK seguono imboscate, esplosioni e scontri a fuoco che sveleranno il vero volto di quella guerra sanguinaria.

## Distribuzione
In Italia, il film non è passato dalle sale cinematografiche. Nel 2006 è stato distribuito direttamente in Home Video DVD.